# Jenaro de la Fuente Álvarez
Jenaro de la Fuente Álvarez (Vigo, 30 de abril de 1891-íd. 4 de enero de 1963) fue un arquitecto gallego, uno de los incursores del movimiento modernista en Vigo. Inicialmente empleó motivos próximos a la Art Nouveau, sin perder el uso del estilo eclecticista. Entre otros estilos trabajó el academicismo y el racionalismo.

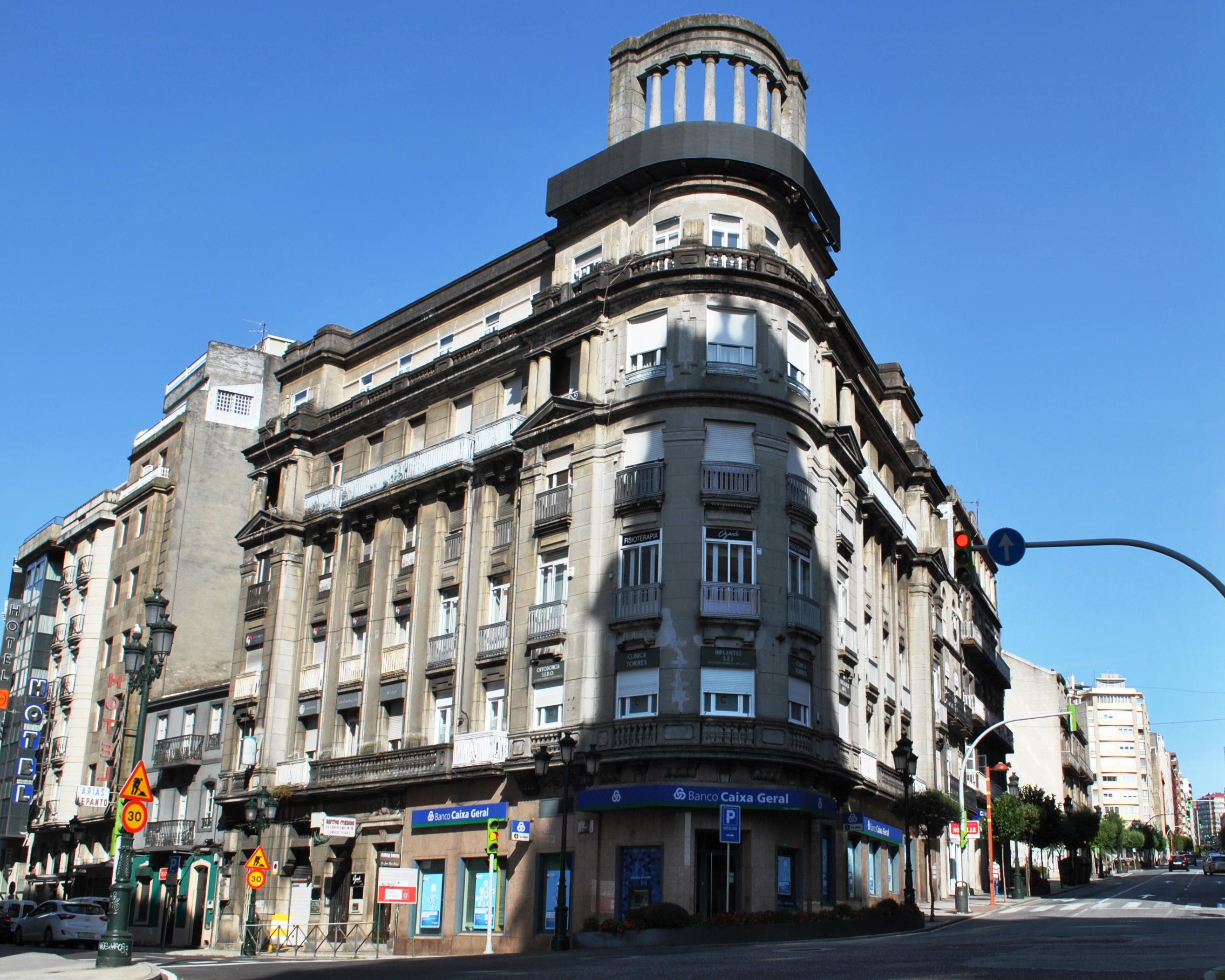
Edificio para Emilio Méndez (La Peineta), calle de Urzaiz esquina Lepanto, 1926.

## Trayectoria
Fue hijo de Jenaro de la Fuente Domínguez, maestro de obras y facultativo municipal del ayuntamiento. Obtuvo el título de arquitectura en Madrid en el año 1921 a la edad de 30 años.

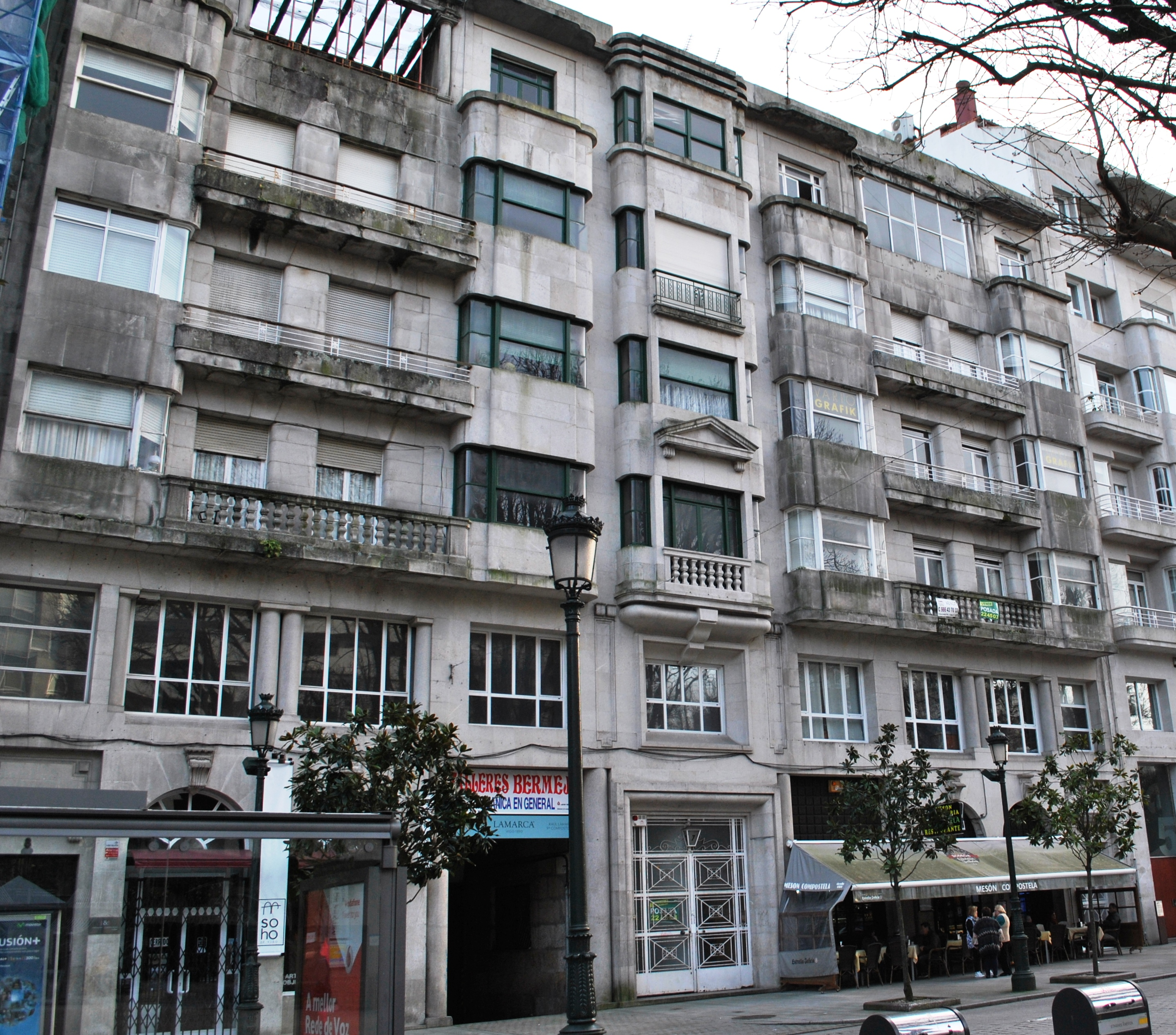
Viviendas para la Compañía Carbonera proyectado en 1942.

Después de cursar sus estudios decidió instalarse en Vigo donde comenzaría su carrera profesional. Al año siguiente de llegar a la ciudad, su padre fallecería a los 71 años de edad, dejando vacante su cargo de arquitecto municipal, puesto que ocuparía su hijo.
Por aquel entonces, en Vigo sólo había tres arquitectos: Jacobo Esténs Romeu, José Franco Montes y Manuel Gómez Román, que era el que más trabajo desarrollaba en la ciudad.
A pesar de ser Vigo la ciudad donde llevó a cabo a mayor parte de sus trabajos, también hizo proyectos en otras ciudades como Santiago de Compostela, donde destacan la Ciudad-Jardín de la Rosaleda y la Ciudad Universitaria.
Falleció en 1963 a los 72 años de edad, dejando un legado arquitectónico de gran belleza, que no está completo ya que algunos de sus edificios fueron derribados para especular con sus solares y edificar en altura.

## Obra destacada en Vigo

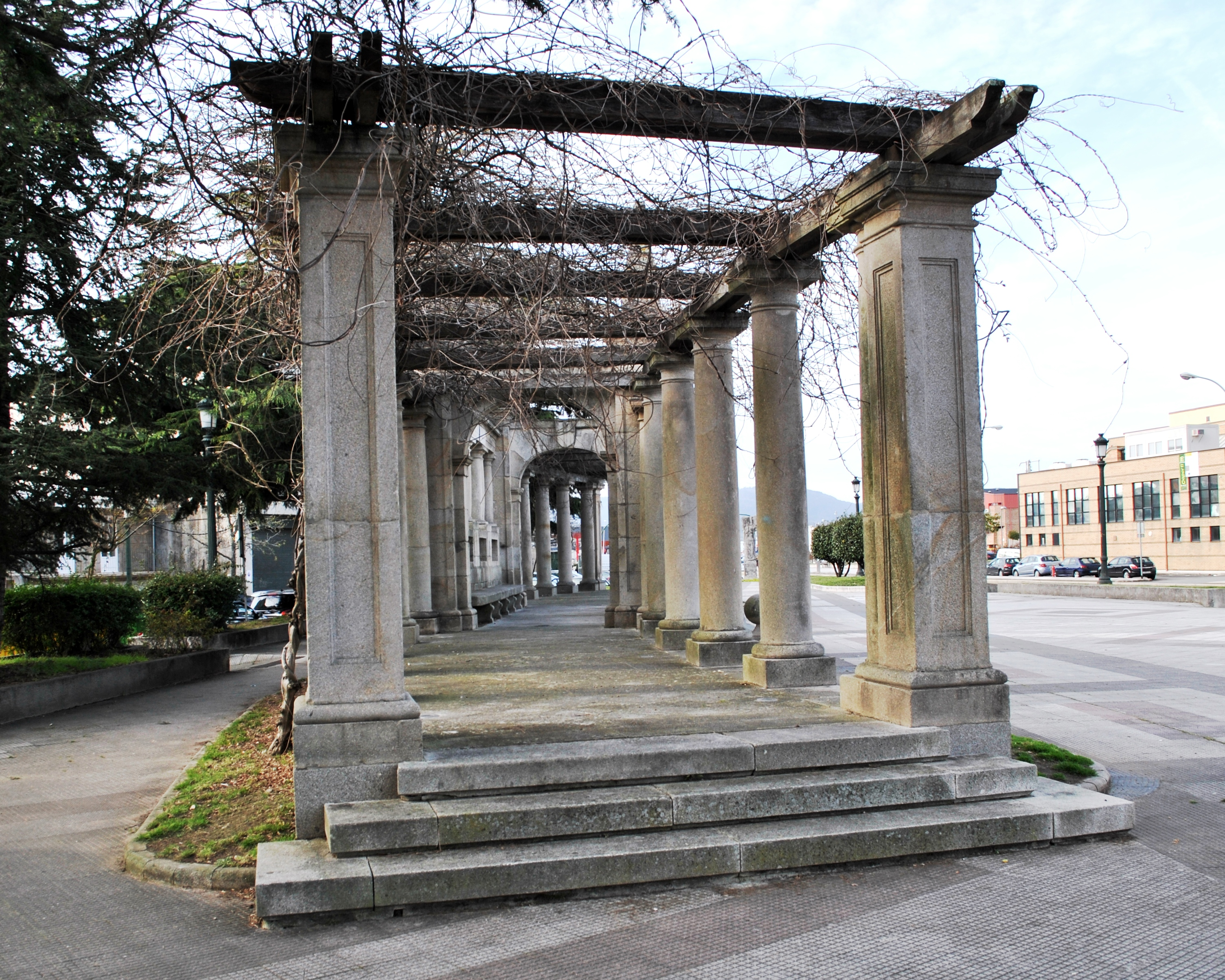
Pérgola originalmente situada en la Plaza de Portugal y trasladada a Bouzas en 2005.

- Casa para Eligio Prieto Iglesias, en la Calle del Príncipe n.º 12, 1925
- Edificio para Emilio Méndez (Lana Peineta), calle Urzaiz esquina Lepanto, 1926
- Casa de viviendas de la calle Uruguay n.º 11, 1927.[6]
- Pérgola de la plaza de Portugal, 1928, en Bouzas desde el año 2005.[7]
- Estadio Municipal de Balaídos, 1928.[8][9]
- Edificio comercial con fachada a las calles Policarpo Sanz (norte) y Príncipe (sur).[10]
- Garaje Americano, en la calle García Barbón 29, 1929.[11]
- Escuela de Ingeniería Industrial de la Universidad de Vigo (Peritos), Calle del Conde de Torrecedeira, 1931-1941.[12]
- Edificio de María Iglesias Curty, en la esquina de la P.ª de Compostela con la calle Reconquista, 1940.[13]
- Viviendas para la Compañía Carbonera, n.los 6, 7, y 9 de la plaza de Compostela. 1942.
- Viviendas para los hermanos Suárez Eire y Purificación Suárez Vázquez, P.ª de Compostela 17. 1944.
- Edificio Candeira o edificio para Rosa Candeira, Pi i Margall, 79, Vigo, 1954.
- Escuela Superior de Comercio, en la calle Conde Torrecedeira, 1944.[14]
- Edificio Aurora Polar, 1959, en el 24 de la calle República Argentina, esquina Urzaiz.
- Instituto Femenino Nuestra Señora de la Guía (después Santo Tomé de Freixeiro), en la Gran Vía de Vigo, 1962.[15]

## Otras obras
- Residencia Universitaria de la Universidad de Santiago de Compostela, 1930.[16]
- Facultad de Ciencias, 1960.[17]

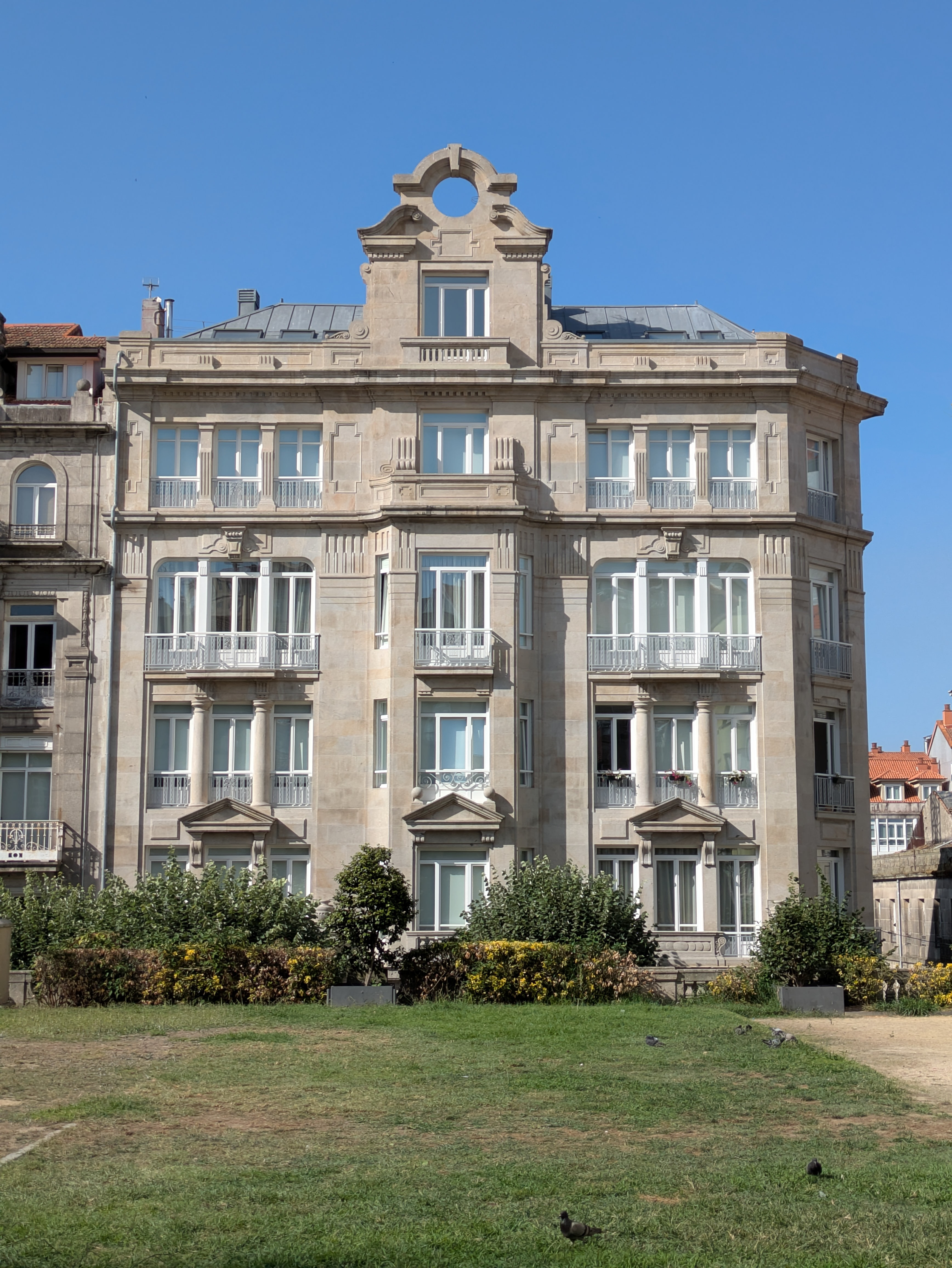
Edificio en la calle Uruguay 11, 1927
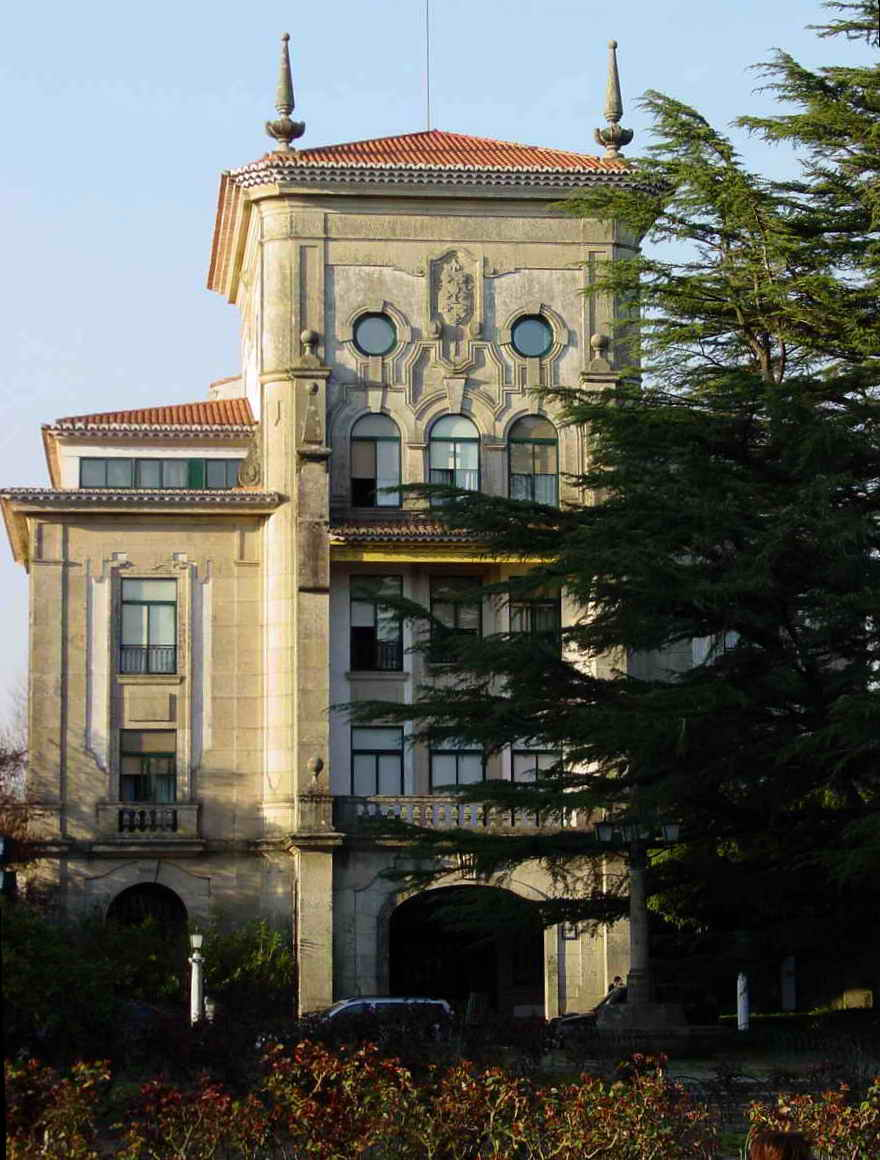
Campus universitario. Colexio Maior Rodríguez Cadarso, 1930
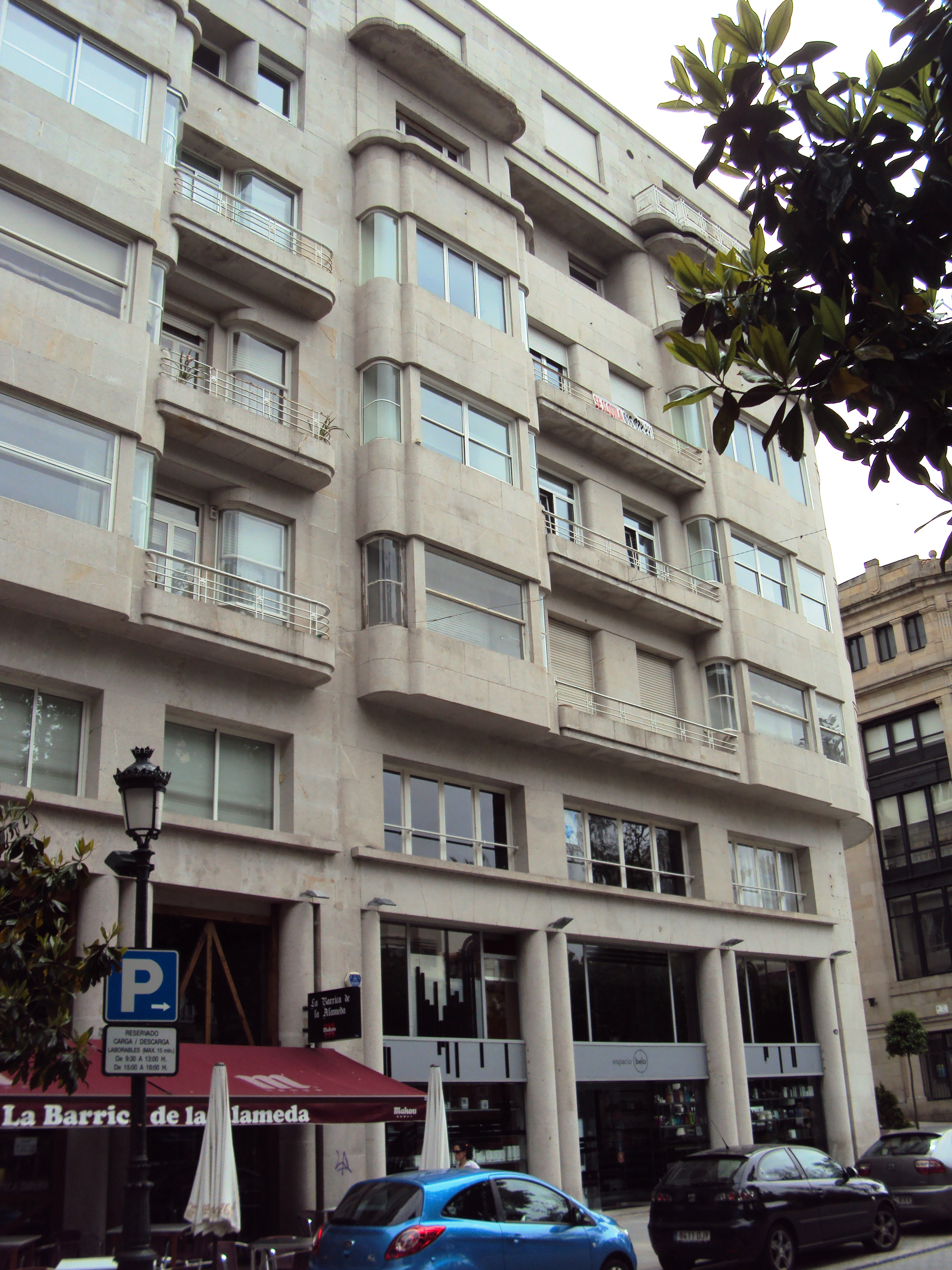
Edificio Iglesias Curty, 1940
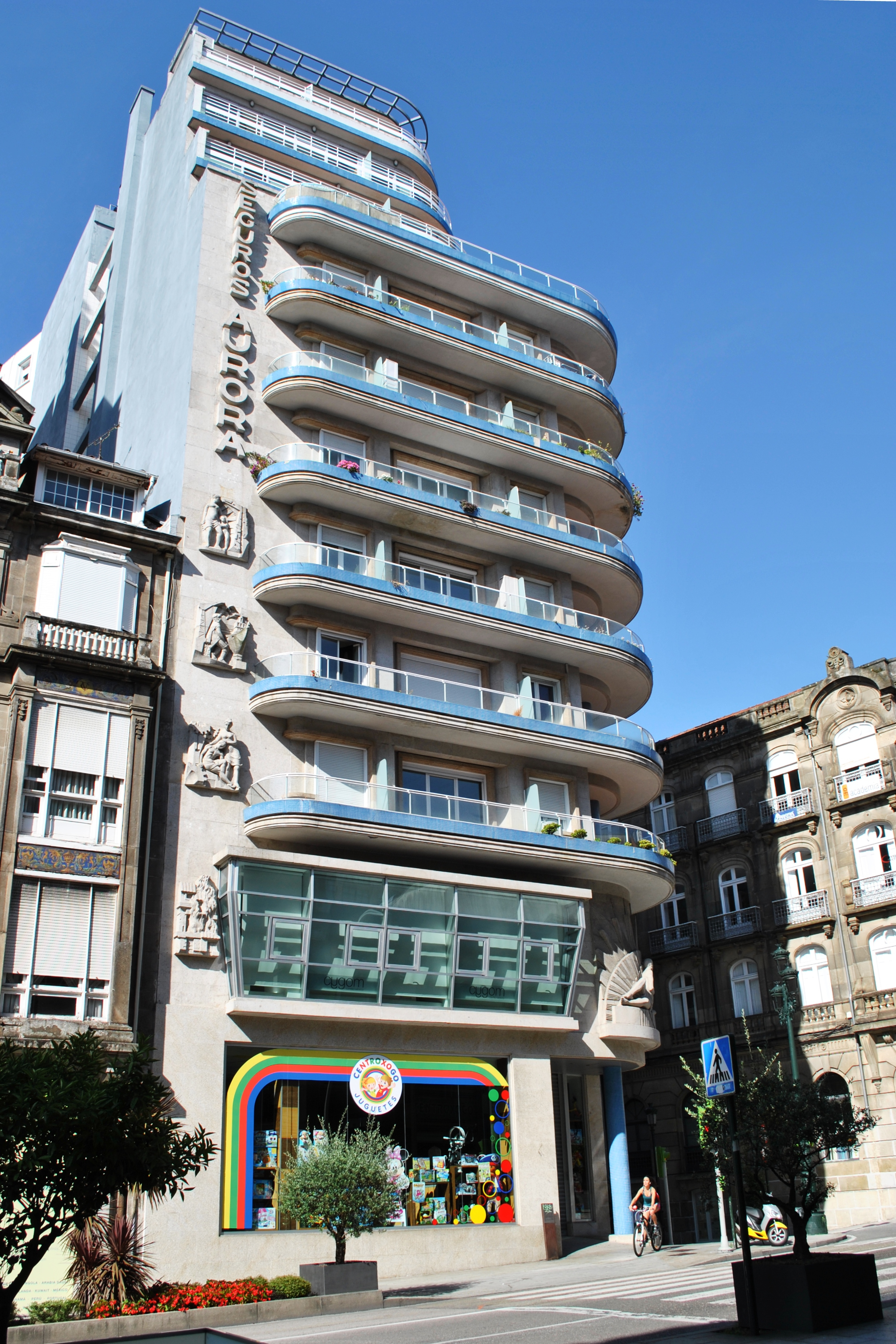
Edificio Aurora Polar, 1959